# Ilha Decepção

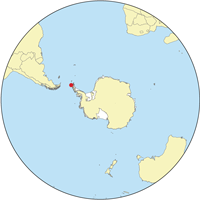
Localização da ilha Decepção.

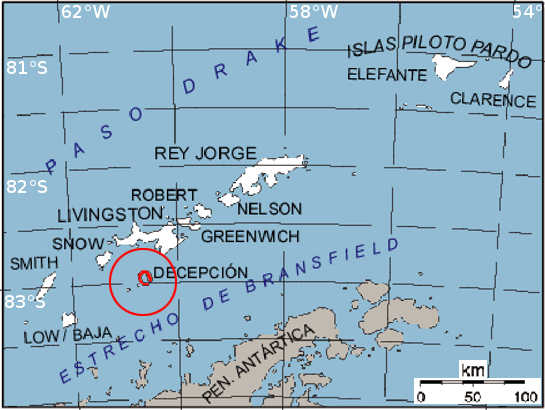
Localização da Ilha Decepção nas Shetland do Sul.

A Ilha Decepção ou Ilha Deceção pertence ao arquipélago das Shetland do Sul, na Antártida. Suas coordenadas geográficas exatas são 62° 55' latitude sul e 60° 37' longitude oeste. Situada ao noroeste da península Antártica, é o principal vulcão ativo da bacia do estreito de Bransfield. É um foco de atividade sísmica e vulcânica da Antártida.

## Geografia

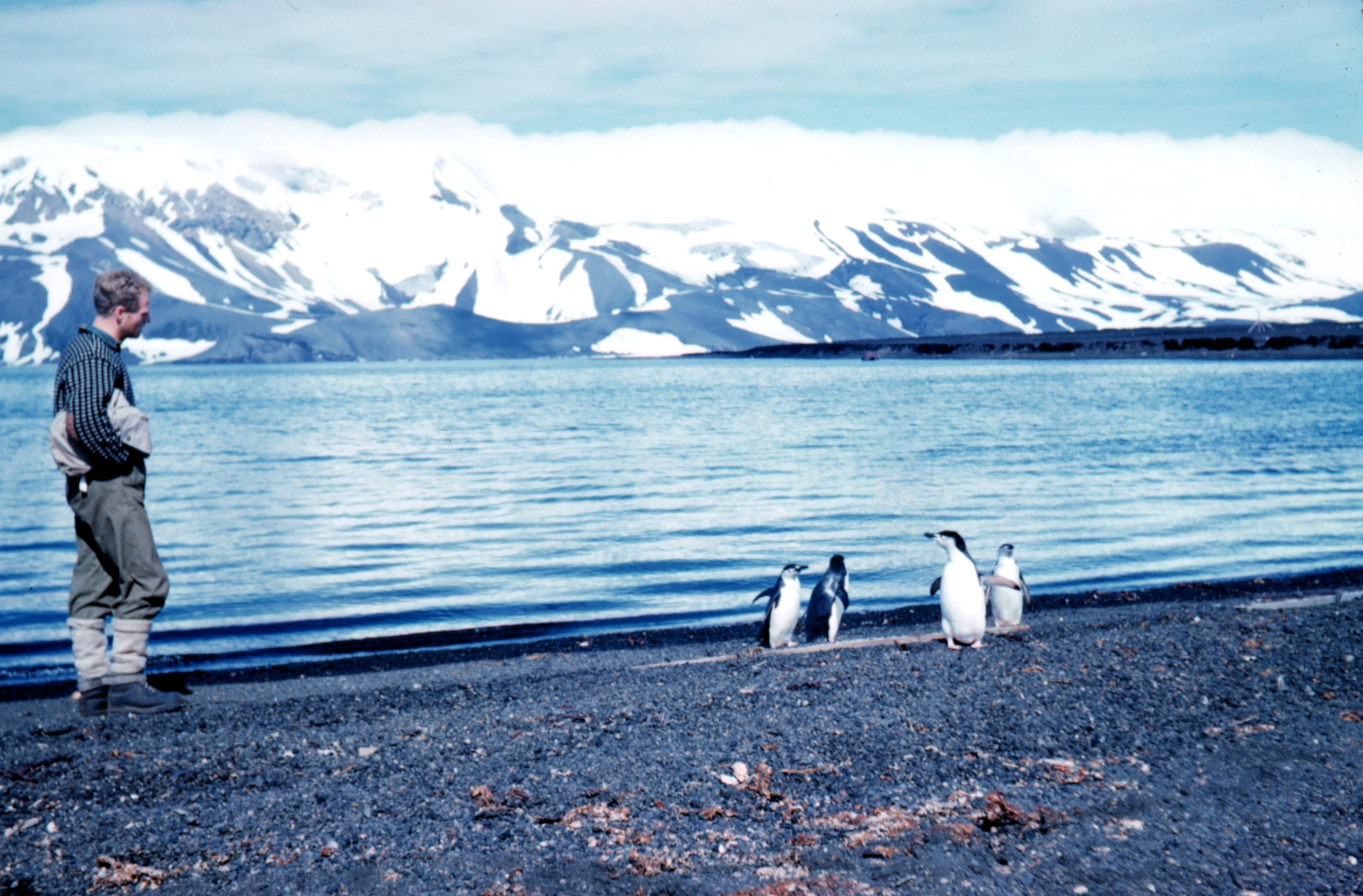
Pinguins na Ilha Decepção.

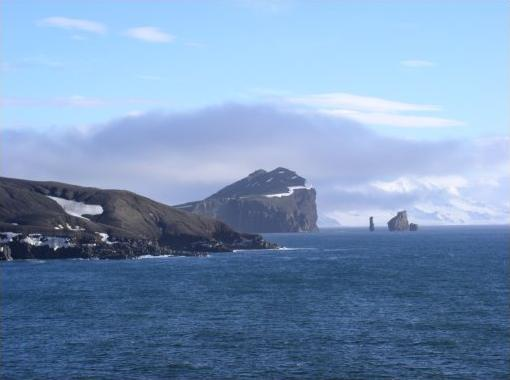
Entrada da Ilha Decepção, com a Ilha Livingston ao fundo.

Sendo o ponto mais alto de uma cratera vulcânica, sua forma é aproximadamente circular, com um diâmetro médio de 15 km. Estende-se por 18 km de norte a sul e 16 km de leste a oeste. Sua altitude máxima é de 540 msnm no monte Pond. A ilha abriga em seu interior uma grande baía chamada Foster, que possui uma estreita abertura de uns 150 m, chamada Foles de Netuno, que a comunica com o exterior.
A base desse vulcão, cuja erupção deu origem à ilha no período quaternário, se encontra a 850 m abaixo do nível do mar, com um diâmetro de 25 a 30 km. Mais de 50% da ilha está coberta por glaciares, menores que os que cobrem às ilhas vizinhas, em alguns casos cobertos pelos piroclastos gerados pelas erupções (glaciares negros).
No exterior da ilha destaca-se Ponta Froilán (Macaroni Point), ao nordeste. A rocha Ravn está na entrada da grande baía, que se abre ao sudeste.
Encontram-se na ilha vários lagos termais. A temperatura da água da baía Foster é muito superior à do mar ao exterior da ilha.

## Controvérsias territoriais
A Argentina a inclui em seu Departamento das Ilhas do Atlântico Sul, parte da província da Patagônia. Para o Chile formam parte do Território Chileno Antártico e, para o Reino Unido, do Território Antártico Britânico. Contudo, essas reivindicações estão suspensas em virtude do Tratado Antártico.

## História
Existe uma lenda sobre seu nome. Basicamente, diz respeito ao sentimento provocado à época pela crença de que existiam fabulosos tesouros de piratas e bucaneiros que jamais apareceram. O verdadeiro tesouro da ilha seja o porto natural protegido dos ventos e relativamente morno, que baleeiros e caçadores de focas utilizaram por muitos anos para criar uma lucrativa atividade comercial.
O norte-americano Nathaniel Palmer, vindo das Ilhas Malvinas, atracou na ilha. A atual baía Foster foi chamada pelos norte-americanos de Yankee-Harbor, nome descartado posteriormente.
Em 1820, o almirante Fabian Gottlieb von Bellingshausen, a serviço da Rússia, visitou e rebatizou Decepção, como fez com outras ilhas do grupo, chamando-a de Yaroslav.
Em 1829, o expedicionário Foster visita e estuda a ilha, realizando medições pendulares e magnéticas nos meses de março e janeiro.
Em 1839, o tenente norte-americano Charles Wilkes, visita a ilha e realiza estudos de estratégia naval. Nesse mesmo ano, o francês Jules Dumont D'Urville a bordo das embarcações Astrolabe e Zelee, faz a cartografia da ilha.
O governo do Chile aprovou em 1906 os estatutos da Sociedad Ballenera de Magallanes - organizada por Adolfo Andresen e Pedro A. de Brupne - que desde o ano anterior havia instalado sua base de operações em Decepção.
Em 1908, na sua segunda viagem à Antártida, o francês Jean-Baptiste Charcot visitou as companhias baleeiras norueguesas e chilenas. Um relatório de Charcot diz: "Falo extensamente com o senhor Andresen, quem me proporciona dados úteis e interessantes. Há aqui, em Decepção, três companhias de baleeiros: uma chilena e duas norueguesas; mas tirando alguns maquinistas chilenos, os duzentos habitantes atuais da estação são noruegueses. Uma das duas companhias norueguesas, possui (…) um vapor de 2000 toneladas aproximadamente, e chega das Malvinas; a outra possui duas fragatas de três mastros, velhos veleiros que chegaram do cabo da Boa Esperança, rebocados por suas pequenos vapores e, por fim, a Sociedade Baleeira de Magalhães , a mais bem montada, possui um vapor de 3000 toneladas sobre o qual estamos…".
No dia 3 de fevereiro de 1944, o Reino Unido estabeleceu uma base permanente na ilha, como parte da Operação Tabarin.
No dia 25 de janeiro de 1948, a Argentina instalou seu Destacamento Naval Decepción.
Em 1955, inaugurou-se a base chilena Pedro Aguirre Cerda.
Em 1961 o então presidente argentino, Arturo Frondizi visitou a ilha.
Em 1967, uma violenta explosão vulcânica destruiu as bases chilenas Pedro Aguirre Cerda e Gutiérrez Vargas, além da base britânica. As únicas fotografias aéreas que puderam ser recuperadas da explosão foram tiradas pelo contra-almirante IM reformado da Armada Chilena Pablo Wunderlich Piderit, que sobrevoou a área no momento exato da formação dos vulcões.
Atualmente funciona uma base argentina, Decepção, e uma espanhola, Gabriel de Castilla. Ambas funcionam apenas no verão.

## Interesse científico
São cinco as zonas ou áreas assinaladas pelo Tratado Antártico como Zonas de Especial Interesse Científico:
- Zona A: com estratos de vegetação espessa sob cinzas superficiais.
- Zona B: com a flora mais variada da ilha. Zona de especial atividade sísmica.
- Zona C: de substrato[desambiguação necessária] completamente novo, que surgiu na erupção de 1967.
- Zona D: área de terra quente, onde se desenvolveram comunidades briófitas com espécies que não são encontradas em nenhuma outra parte da Antártida.
- Zona E: atividade geotérmica múltipla com fundos colonizados por algas termofílicas.

## Fauna
Os pinguins são muito abundantes na ilha e se localizam sobretudo na face sudoeste da ilha. Principalmente o pinguim-de-barbicha (Pygoscelis antarctica), que ocupa a maior parte do território.
Uma das aves mais comuns é o Stercorarius antarctica.